# 牧野広義
牧野 広義（牧野 廣義、まきの ひろよし、1948年6月15日- ）は、日本の哲学研究者、阪南大学教授。ヘーゲル弁証法が専門。
奈良県生まれ。1971年京都大学文学部哲学科卒、77年同大学院博士課程単位取得満期退学、大阪経済法科大学教養部講師、助教授、阪南大学経営情報学部教授。労働者教育協会副会長。

## 著書
- 『人間と倫理』青木書店 青木教養選書 1987
- 『弁証法的矛盾の論理構造』文理閣 1992
- 『哲学と現実世界』晃洋書房 1995
- 『現代唯物論の探求 理論と実践と価値』文理閣 1998
- 『自由のパラドックスと弁証法』青木書店 シリーズ「現代批判の哲学」 2001
- 『哲学と知の現在 人間・環境・生命』文理閣 阪南大学叢書 2004
- 『現代倫理と民主主義』地歴社 2007
- 『『資本論』から哲学を学ぶ』学習の友社 2007
- 『知のエッセンス 働くものの哲学』学習の友社 2013
- 『人間的価値と正義』文理閣 阪南大学叢書 2013
- 『ヘーゲル論理学と矛盾・主体・自由』ミネルヴァ書房 阪南大学叢書 2016
- 『マルクスの哲学思想』文理閣 2018

### 共編著
- 『軍事大国化と「構造改革」』山田敬男,石川康宏共著 学習の友社 2004
- 『現代倫理の危機 倫理学、スポーツ哲学、経済哲学からのアプローチ』藤井政則,尼寺義弘共著 文理閣 阪南大学叢書 2007
- 『マルクスの思想を今に生かす』鰺坂真共編著 学習の友社 2012
- 『経済・環境・スポーツの正義を考える』尼寺義弘,藤井政則共編著 文理閣 阪南大学叢書 2014

### 翻訳
- ロバート・R.ウイリアムズ編『リベラリズムとコミュニタリアニズムを超えて ヘーゲル法哲学の研究』中村浩爾,形野清貴,田中幸世共訳 文理閣 2006
- 『G.W.F.ヘーゲル論理学講義 ベルリン大学1831年』カール・ヘーゲル筆記 ウド・ラーマイル編 上田浩,伊藤信也共訳 文理閣 2010

## 論文
- Cinii

## 注
1. ↑  『現代日本人名録』
2. ↑  研究者情報